# Гем (Нідерланди)
Гем (нід. Hem) — село в нідерландській провінції Північна Голландія. Входить до муніципалітету Дрехтерланд.
Його площа становить 8,44 км², а населення станом на 2021 рік складало 1 550 осіб.
Раніше мало статус окремого муніципалітету.

## Галерея

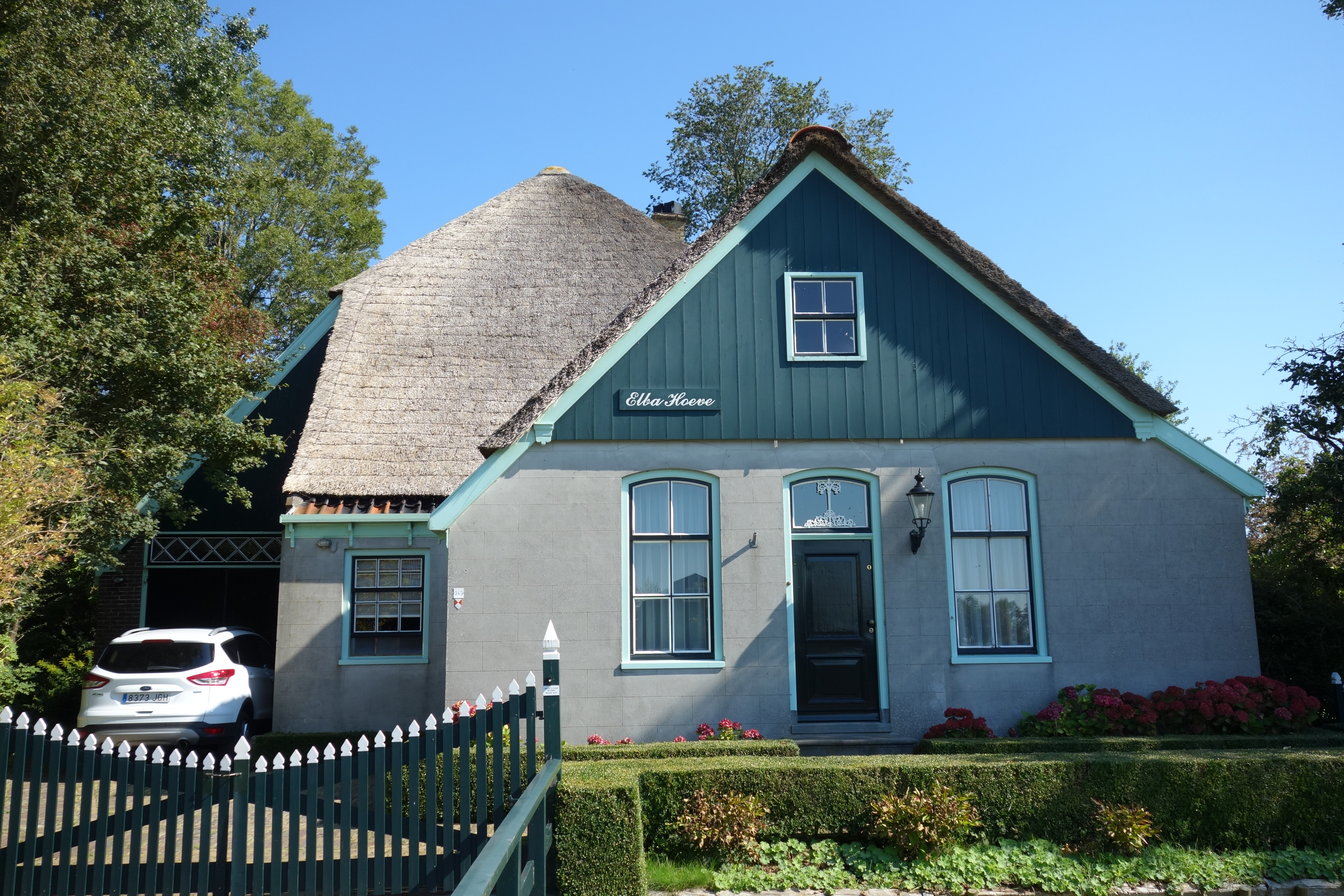
Ферма Elba Hoeve
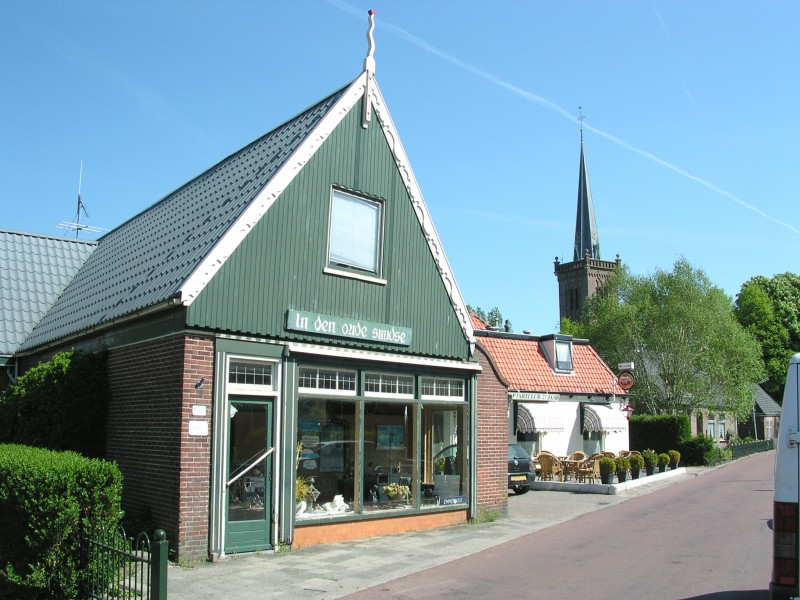
Будівля колишньої кузні
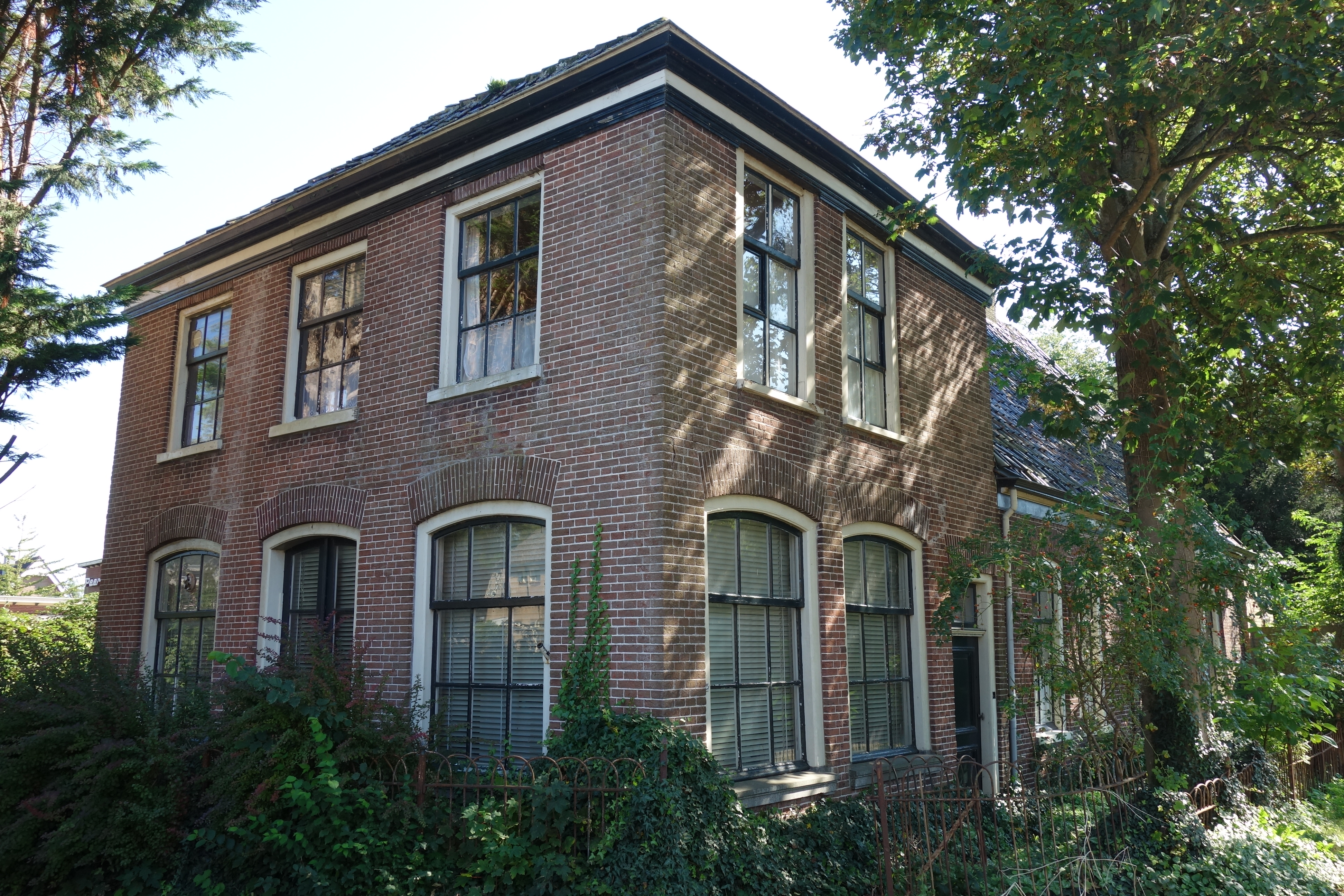
Ферма у Гемі
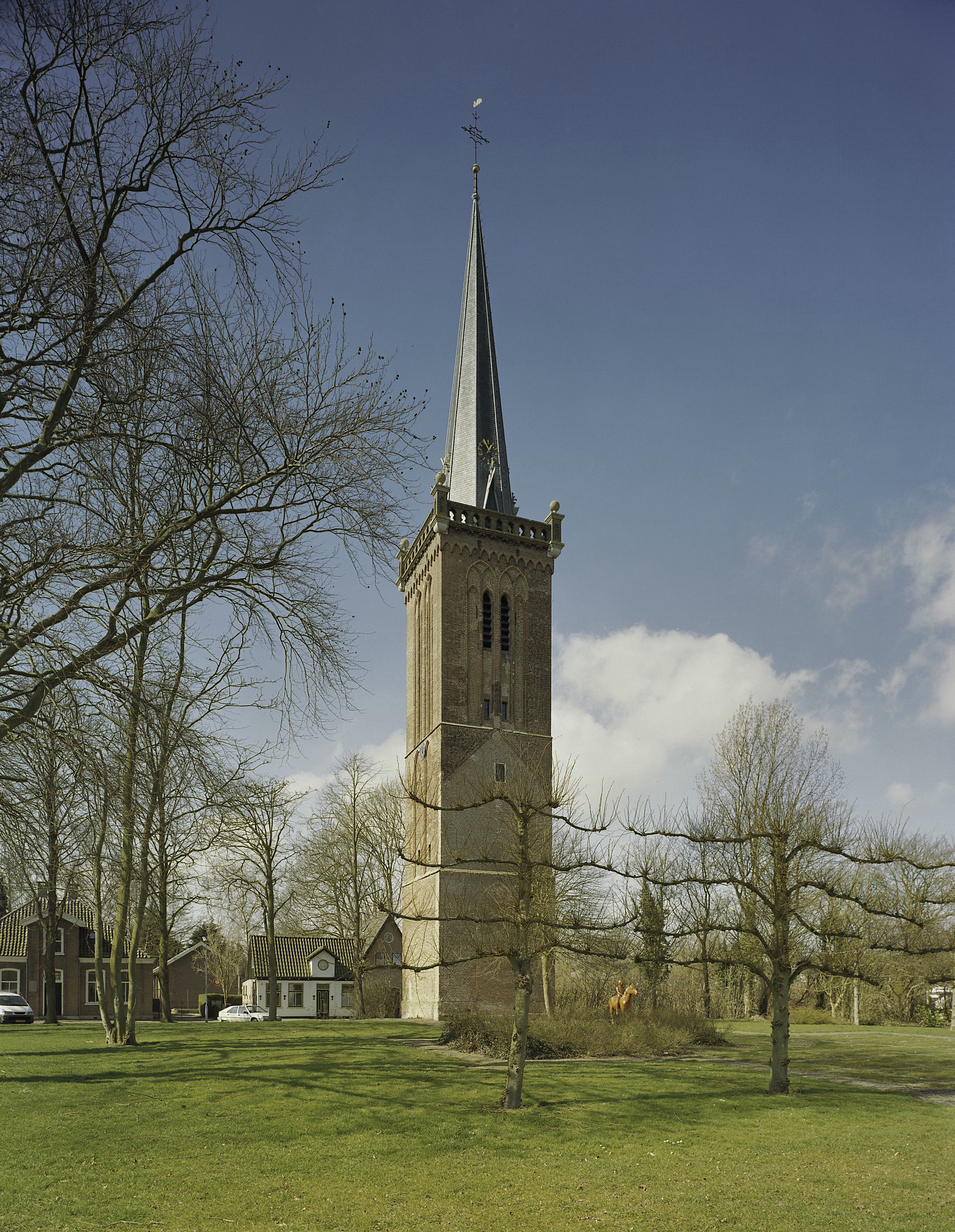
Вежа колишньої церкви